# Championnat de France de football de deuxième division 1934-1935
Navigation
2e division 1933-1934 2e division 1935-1936
Le Championnat de France de football D2 1934-1935 avec une poule unique de 16 clubs, voit l’attribution du titre au FC Metz, qui accède à la première division en compagnie de l'US Valenciennes.

## Clubs participants
| \| Amiens AC SM Caen Paris : CA Paris Club français FC Hispano-Bastidien Le Havre AC RC Calais US Tourcoing RC Roubaix RC Lens FC Rouen CS Metz US Saint-Malo US Valenciennes-Anzin AS Saint-Étienne AS Villeurbanne \| Localisation des clubs engagés dans le championnat. |
| Amiens AC SM Caen Paris : CA Paris Club français FC Hispano-Bastidien Le Havre AC RC Calais US Tourcoing RC Roubaix RC Lens FC Rouen CS Metz US Saint-Malo US Valenciennes-Anzin AS Saint-Étienne AS Villeurbanne                                                           |

Seize clubs s'inscrivent à cette 2e édition de la Division Interrégionale, contre 21 en fin de saison dernière. Trois sont des nouveaux venus : le Cercle athlétique de Paris, relégué de la « Division nationale » (D1), ainsi que le RC Lens et Stade Malherbe Caen, deux clubs autorisés par la fédération à créer une équipe professionnelle et admis à ce titre en Division Interrégionale. Ces deux clubs se trouvent dans des régions, le Nord et la Normandie, où le football est particulièrement populaire et où plusieurs autres clubs ont réussi avec succès la bascule vers le professionnalisme. 
Les deux équipes professionnelles bordelaises du Deportivo Bordeaux et de La Bastidienne fusionnent pour former le FC Hispano-Bastidien. Le Football Club de Metz fusionne avec son rival local, l'Association sportive messine, sous la pression de la mairie inquiète que les deux clubs soient en difficulté financière, et devient le « Cercle des sports de Metz ». Le FC Lyon se rapproche lui de son voisin l'AS Villeurbanne, sous le nom duquel il s'aligne pour sa deuxième saison en deuxième division. Enfin sept clubs quittent la Division Interrégionale : quatre — le Red Star Olympique, l'Olympique d'Alès, le FC Mulhouse et le RC Strasbourg — ont été promus, et trois autres ont abandonné le professionnalisme pour des raisons financières — le Hyères FC, l'AS Monaco et le SO Béziers. L'OGC Nice, qui aurait dû être relégué de Division nationale avec le CA Paris, décide également de renoncer au professionnalisme. De sorte que treize des seize participants sont basés dans le tiers Nord de la France.
Les deux groupes de la saison inaugurale n'en forment plus qu'un, qui compte donc le même nombre de participants que la Division nationale :
- Amiens Athlétic Club
- Stade Malherbe caennais
- Racing Club de Calais
- Club français (Paris)
- FC Hispano-Bastidien (Bordeaux)
- Le Havre Athletic Club
- Racing Club de Lens
- Cercle des sports de Metz
- Cercle athlétique de Paris
- Racing Club de Roubaix
- Football Club de Rouen
- Association sportive de Saint-Étienne
- US servannaise et malouine (Saint-Malo)
- Union sportive tourquennoise (Tourcoing)
- Union sportive Valenciennes-Anzin
- Association sportive de Villeurbanne

Il est décidé qu'en fin de saison les deux premiers du championnat seront promus, et les deux derniers de l'élite relégués.

## Résumé
La fusion des clubs messins est un succès sportif, malgré les tensions entre les dirigeants des anciens clubs : le CS Metz termine champion de deuxième division et s'assure d'un équilibre financier. Il est accompagné dans l'élite de l'US Valenciennes-Anzin, qui termine invaincu à domicile. Le FC Rouen manque une nouvelle fois de justesse l'accession dans l'élite, malgré la meilleure attaque du championnat, en perdant ses deux derniers matchs de la saison face au CS Metz, à domicile (un match qui se termine par l'envahissement du terrain par un public en colère), puis à Valenciennes. 
Malgré les précautions de l'intersaison, la saison 1934-1935 est encore marquée par l'abandon en cours de saison de deux clubs, les Parisiens du Club français et les Bretons de l'US Saint-Servan. Le Club français abandonne après onze matches joués (3 victoires, 1 nul et 7 défaites) le 6 décembre 1934, après un dernier match à Amiens. Sans stade fixe, le Club est victime de lourds problèmes financiers, les recettes étant alors 60 % moins importantes qu'à l'époque du championnat de Paris amateurs, d'autant qu'il est éliminé en Coupe de France par le modeste club auvergnat de Moulins, sur tapis vert, à cause de la non-qualification de quatre joueurs dont le transfert n'avait pas été entièrement payé. C'est une chute brutale pour un club qui a remporté la Coupe de France trois ans plus tôt seulement. Tous ses résultats de la saison sont annulés a posteriori. L'US servannaise et malouine abandonne à son tour en février et tout ses résultats sont annulés.
En Coupe de France, les deux meilleurs représentants du championnat sont Metz et Rouen, éliminés en quart de finale respectivement par le SC Fives et le Stade rennais.

## Classement final
| Rang | Équipe                     | Pts     | J       | G       | N       | P       | Bp      | Bc      | Diff    |
| ---- | -------------------------- | ------- | ------- | ------- | ------- | ------- | ------- | ------- | ------- |
| 1    | CS Metz                    | 41      | 26      | 18      | 5       | 3       | 78      | 22      | +56     |
| 2    | US Valenciennes-Anzin      | 37      | 26      | 17      | 3       | 6       | 71      | 44      | +27     |
| 3    | FC Rouen                   | 34      | 26      | 16      | 2       | 8       | 80      | 46      | +34     |
| 4    | RC Roubaix                 | 33      | 26      | 14      | 5       | 7       | 63      | 45      | +18     |
| 5    | RC LensP                   | 32      | 26      | 12      | 8       | 6       | 70      | 49      | +21     |
| 6    | RC Calais                  | 31      | 26      | 12      | 7       | 7       | 79      | 62      | +17     |
| 7    | CA ParisR                  | 24      | 26      | 9       | 6       | 11      | 52      | 63      | -11     |
| 8    | US Tourcoing               | 23      | 26      | 10      | 3       | 13      | 46      | 59      | -13     |
| 9    | AS Saint-Étienne           | 23      | 26      | 10      | 3       | 13      | 46      | 59      | -13     |
| 10   | Le Havre AC                | 22      | 26      | 8       | 6       | 12      | 56      | 72      | -16     |
| 11   | SM CaenP                   | 21      | 26      | 9       | 3       | 14      | 61      | 57      | +4      |
| 12   | Amiens AC                  | 19      | 26      | 8       | 3       | 15      | 50      | 76      | -26     |
| 13   | AS Villeurbanne            | 14      | 26      | 5       | 4       | 17      | 45      | 85      | -40     |
| 14   | FC hispano-bastidien       | 10      | 26      | 3       | 4       | 19      | 40      | 98      | -58     |
| 15   | Club français              | Forfait | Forfait | Forfait | Forfait | Forfait | Forfait | Forfait | Forfait |
| 16   | US servannaise et malouine | Forfait | Forfait | Forfait | Forfait | Forfait | Forfait | Forfait | Forfait |

Chaque équipe s'affronte deux fois, à domicile et à l'extérieur. La victoire vaut deux points, le match nul un point.
Résultats
| 1934-1935                    | Ami | St-É | Vill | CAP | Metz | Bord | FCR | HAC | Cal | Lens | Rbx | Caen | Tou | VA  |
| AC Amiens                    |     | 3-0  | 3-2  | 1-3 | 1-4  | 3-0  | 3-1 | 3-1 | 2-5 | 5-6  | 2-3 | 1-2  | 4-0 | 0-4 |
| AS Saint-Étienne             | 3-0 |      | 4-0  | 3-2 | 2-2  | 2-1  | 2-4 | 3-4 | 2-3 | 3-3  | 1-0 | 2-1  | 2-0 | 0-1 |
| AS Villeurbanne              | 2-1 | 1-2  |      | 2-3 | 0-1  | 4-4  | 2-5 | 0-3 | 2-3 | 5-4  | 1-0 | 5-4  | 2-4 | 2-3 |
| CA Paris                     | 3-3 | 3-1  | 4-2  |     | 0-3  | 5-0  | 4-1 | 4-5 | 1-1 | 0-6  | 2-0 | 3-2  | 3-2 | 1-2 |
| CS Metz                      | 7-1 | 5-0  | 5-0  | 4-1 |      | 6-0  | 2-2 | 1-1 | 5-1 | 0-1  | 5-0 | 3-0  | 4-1 | 2-0 |
| Hispano-Bastidienne Bordeaux | 0-4 | 2-4  | 2-3  | 3-3 | 1-1  |      | 3-4 | 5-1 | 4-3 | 1-3  | 1-1 | 2-0  | 1-2 | 1-2 |
| FC Rouen                     | 4-1 | 4-2  | 5-1  | 2-0 | 0-2  | 5-0  |     | 4-1 | 7-2 | 0-1  | 3-4 | 3-1  | 4-1 | 4-0 |
| Le Havre AC                  | 2-3 | 1-1  | 3-1  | 3-1 | 1-3  | 6-1  | 0-1 |     | 2-2 | 2-2  | 3-3 | 4-5  | 0-1 | 2-0 |
| Racing Calais                | 6-0 | 1-0  | 6-3  | 3-3 | 4-2  | 7-3  | 4-4 | 9-1 |     | 2-2  | 0-1 | 1-1  | 1-0 | 5-1 |
| Racing Lens                  | 1-1 | 5-2  | 1-1  | 6-0 | 1-4  | 6-0  | 2-0 | 2-0 | 2-2 |      | 1-1 | 5-2  | 4-1 | 2-2 |
| Racing Roubaix               | 3-0 | 2-5  | 7-0  | 2-2 | 1-2  | 5-2  | 3-2 | 2-2 | 4-2 | 7-2  |     | 3-2  | 4-1 | 2-1 |
| SM Caen                      | 6-1 | 1-0  | 0-0  | 2-0 | 1-0  | 12-0 | 0-5 | 6-2 | 3-4 | 2-0  | 1-2 |      | 1-1 | 5-6 |
| US Tourcoing                 | 2-2 | 4-0  | 1-1  | 4-1 | 1-4  | 3-2  | 1-5 | 2-4 | 4-1 | 4-1  | 0-2 | 2-0  |     | 4-2 |
| US Valenciennes-Anzin        | 6-2 | 6-0  | 7-3  | 0-0 | 1-1  | 3-1  | 4-1 | 7-2 | 3-1 | 2-1  | 2-1 | 2-1  | 4-0 |     |

## Tableau d'honneur
Le CS Metz et l'US Valenciennes-Anzin sont promus en Division nationale pour la saison 1935-1936. Ils sont remplacés en deuxième division par le SO Montpellier et le SC Nîmes, relégués de l'élite.
L'US servannaise et malouine et le Club français ayant abandonné en cours de saison, ils ne sont pas autorisés à reprendre le championnat professionnel la saison suivante et reprennent leurs activités au niveau amateur. Pour tenter de se pérenniser, le club parisien, qui ne dispose pas de stade fixe, fusionne avec le Football Club athlétique dionysien (FCAD), basé à Saint-Denis. L'ensemble semble cependant disparaître peu de temps après.
Bien qu'arrivée au bout de la saison, l'Hispano-Bastidienne de Bordeaux, fusion de deux clubs bordelais, est radiée par la Commission du Championnat de France professionnel de la Fédération en juin 1935. Le Sporting Club de la Bastidienne et le Club deportivo reprennent leur indépendance et leurs activités respectives au niveau amateur en Ligue du Sud-Ouest.
Enfin l’US Tourcoing, malgré un parcours très honorable, renonce au statut professionnel. Le club nordiste reviendra sur sa décision à l'occasion de la création du championnat de troisième division en 1936.
Six clubs se voient autorisés par la fédération à créer une équipe professionnelles et sont intégrées en deuxième division pour la saison suivante : l'OGC Nice, le FC Charleville, le Stade de Reims, l'AS Troyes-Sainte-Savine, l'US Boulogne, le FC Nancy et enfin l'Olympique dunkerquois.

## Meilleurs buteurs
L'attaquant international du FC Rouen Jean Nicolas termine meilleur buteur du championnat pour la deuxième fois consécutive, :
1. Jean Nicolas (FC Rouen) : 30 buts
2. Robert Allison (Racing Calais) : 28
3. Edmond Novicki (RC Lens) : 23